# 僧正
僧正（そうじょう）は、中国の南朝と日本で仏教の僧と尼を統括するために僧侶が任命された官職（僧官）の一つである。

## 中国
中国では南北朝時代の南朝において、北朝の沙門統に相当する、仏教教団を統括する僧官として設置された。宋僧賛寧の『大宋僧史略』巻中「立僧正」によれば、「僧正の「正」とは「政」に通じる。そして、その始まりは前秦の僧碧（道碧）である。宋の順帝の昇明年間には法持を僧正とした。また、大明年間には道温を都邑（建康）の僧正に任じた。梁の武帝は法超を都邑の僧正に任じ、普通6年（525年）には法雲を大僧正とし慧令を僧正とした。そして、北宋初に於いても「天下の各州に僧正1員が設置され、徳行と才能によって選抜され、適任者が居ない場合は欠員とされている。」と記している。

## 百済
新羅は北朝系の制度を置いたことが知られるが、百済の僧官について伝える史料はない。日本での僧正の導入に百済僧が関わっていたこと、また南朝と百済の密接な関係から、百済も南朝にならって僧正を任命したのではないかとする説がある。

## 日本
日本では推古天皇32年（624年）4月13日に僧正・僧都と法頭を任ずることとし、17日に百済僧の観勒が僧正に任命された。ある僧が斧で祖父を殴った事件をきっかけに、僧侶の監督のために置かれたものである。
律令制では、僧官（日本では僧綱という）として僧正、僧都、律師の3つがあり、僧正と僧都の2つには大・少の別がある。また後年にはそれぞれに権官が設置され、十の位が成立した。僧正には大僧正、権大僧正、僧正、権僧正の4つがあり大僧正が僧官制の頂点に位置づけられた。